# Peter Pietras
Peter Paul Pietras (* 21. April 1908 in Trenton, New Jersey; † 15. April 1993 ebenda) war ein US-amerikanischer Fußballspieler.

## Laufbahn
Für Peter Pietras ist eine aktive Vereinslaufbahn zwischen 1933 und 1938 dokumentiert, als er in Philadelphia für die dortigen German-Americans in der American Soccer League spielte. Mit dieser Mannschaft gewann er 1935 die Ligameisterschaft und im Jahr darauf den National Challenge Cup.
Für die Nationalmannschaft der Vereinigten Staaten sind drei Einsätze von Pietras belegt. In der Qualifikation zur Weltmeisterschaft 1934 in Italien bestritt er am 24. Mai 1934 das bereits in Rom ausgetragene Entscheidungsspiel gegen Mexiko, das die USA mit 4:2 gewannen. Beim anschließenden Endturnier, das vollständig im K.-o.-Modus ausgetragen wurde, traf die US-Auswahl zum Auftakt im Achtelfinalspiel in Rom gleich auf Gastgeber Italien und musste – mit Pietras auf dem Platz – eine 1:7-Niederlage hinnehmen, die das schnelle Ausscheiden bedeutete.
Zwei Jahre später wurde Pietras für die US-amerikanische Mannschaft nominiert, die am Fußballturnier der Olympischen Sommerspiele in Berlin teilnahm. Auch hier hieß der Gegner im Achtelfinalspiel zum Auftakt wieder Italien. Pietras und seine Teamkollegen verloren diesmal nur knapp mit 0:1, was aber erneut das schnelle Ausscheiden nach sich zog.